# Velly Joonas
Velly Joonas, née le 9 juin 1955 à Kohtla-Järve, en Estonie soviétique, est une musicienne, auteure-compositrice, peintre et poétesse estonienne, ancien membre des groupes amateurs Vstretša et Pirita. Velly a écrit près de 300 chansons, 30 anthologies de poèmes et ses œuvres ont été exposées dans une galerie d'art,. Deux de ses chansons les plus connues sont Stopp, seisku aeg et Käes on aeg. La première n'est « pas sa préférée » mais la seconde est « plus à son goût ».
Joonas a grandi à Tõrva au sein d'une fratrie de cinq enfants. Sa mère est décédée très jeune et elle a passé plusieurs années dans un orphelinat avant d'être rendue à son père. Elle est diplômée de l'enseignement secondaire de Tõrva en 1973. Par la suite, elle étudie à l'Orchestre philharmonique estonien de Tallinn et à l'Institut d'État Lounatcharski pour les arts du théâtre (GITIS) à Moscou. Elle a été inspirée pour devenir musicienne dans sa jeunesse par les interprètes Georg Ots, Heli Lääts et Voldemar Kuslap. Elle réside actuellement[Quand ?] à Vahenurme et travaille comme enseignante à l'école maternelle-primaire de Vahenurme. Elle a exposé ses peintures à l'huile dans plusieurs lieux en Estonie.